# ISO 3166-2:GB
ISO 3166-2:GB è uno standard ISO, sottogruppo del codice ISO 3166-2, che definisce i codici geografici del Regno Unito.
I codici corrispondono alle seguenti suddivisioni del paese:
- Inghilterra
  - 25 contee non metropolitane a due livelli di governo
  - 32 borghi di Londra
  - 36 borghi metropolitani
  - 58 autorità unitarie (compresa l'isola di Wight)
  - 1 city corporation
- Irlanda del Nord
  - 11 distretti
- Scozia
  - 32 aree di consiglio
- Galles
  - 22 autorità unitarie

Le isole del Canale e l'isola di Man non fanno parte del Regno Unito, ma il codice le pone sotto "GB-".
La prima parte dei codici è il codice ISO 3166-1 GB per il Regno Unito, mentre la seconda parte è un codice di tre lettere, lo stesso del British Standard BS 6879.

## Codici

### Nazioni
| Codice | Nazione          |
| ------ | ---------------- |
| GB-ENG | Inghilterra      |
| GB-NIR | Irlanda del Nord |
| GB-SCT | Scozia           |
| GB-WLS | Galles           |

### Suddivisioni di secondo livello
| Codice | Nome                                | Tipo di suddivisione                              | Nazione          |
| ------ | ----------------------------------- | ------------------------------------------------- | ---------------- |
| GB-ABC | Armagh, Banbridge e Craigavon       | distretto                                         | Irlanda del Nord |
| GB-ABD | Aberdeenshire                       | area di consiglio                                 | Scozia           |
| GB-ABE | Aberdeen                            | area di consiglio                                 | Scozia           |
| GB-AGB | Argyll e Bute                       | area di consiglio                                 | Scozia           |
| GB-AGY | Anglesey                            | autorità unitaria                                 | Galles           |
| GB-ANN | Antrim e Newtownabbey               | distretto                                         | Irlanda del Nord |
| GB-ANS | Angus                               | distretto                                         | Irlanda del Nord |
| GB-BAS | Bath and North East Somerset        | autorità unitaria                                 | Inghilterra      |
| GB-BBD | Blackburn with Darwen               | autorità unitaria                                 | Inghilterra      |
| GB-BCP | Bournemouth, Christchurch and Poole | autorità unitaria                                 | Inghilterra      |
| GB-BDF | Bedfordshire                        | autorità unitaria                                 | Inghilterra      |
| GB-BDG | Barking e Dagenham                  | borgo di Londra                                   | Inghilterra      |
| GB-BEN | Brent                               | borgo di Londra                                   | Inghilterra      |
| GB-BEX | Bexley                              | borgo di Londra                                   | Inghilterra      |
| GB-BFS | Belfast                             | distretto                                         | Irlanda del Nord |
| GB-BGE | Bridgend                            | autorità unitaria                                 | Galles           |
| GB-BGW | Blaenau Gwent                       | autorità unitaria                                 | Galles           |
| GB-BIR | Birmingham                          | borgo metropolitano                               | Inghilterra      |
| GB-BKM | Buckinghamshire                     | autorità unitaria                                 | Inghilterra      |
| GB-BNE | Barnet                              | borgo di Londra                                   | Inghilterra      |
| GB-BNH | Brighton & Hove                     | autorità unitaria                                 | Inghilterra      |
| GB-BNS | Barnsley                            | borgo metropolitano                               | Inghilterra      |
| GB-BOL | Bolton                              | borgo metropolitano                               | Inghilterra      |
| GB-BPL | Blackpool                           | autorità unitaria                                 | Inghilterra      |
| GB-BRC | Bracknell Forest                    | autorità unitaria                                 | Inghilterra      |
| GB-BRD | Bradford                            | borgo metropolitano                               | Inghilterra      |
| GB-BRY | Bromley                             | borgo di Londra                                   | Inghilterra      |
| GB-BST | Bristol                             | autorità unitaria                                 | Inghilterra      |
| GB-BUR | Bury                                | borgo metropolitano                               | Inghilterra      |
| GB-CAM | Cambridgeshire                      | contea non metropolitana a due livelli di governo | Inghilterra      |
| GB-CAY | Caerphilly                          | autorità unitaria                                 | Galles           |
| GB-CBF | Central Bedfordshire                | autorità unitaria                                 | Inghilterra      |
| GB-CCG | Causeway Coast e Glens              | distretto                                         | Irlanda del Nord |
| GB-CGN | Ceredigion                          | autorità unitaria                                 | Galles           |
| GB-CHE | Cheshire East                       | autorità unitaria                                 | Inghilterra      |
| GB-CHW | Cheshire West and Chester           | autorità unitaria                                 | Inghilterra      |
| GB-CLD | Calderdale                          | borgo metropolitano                               | Inghilterra      |
| GB-CLK | Clackmannanshire                    | area di consiglio                                 | Scozia           |
| GB-CMA | Cumbria                             | contea non metropolitana a due livelli di governo | Inghilterra      |
| GB-CMD | Camden                              | borgo di Londra                                   | Inghilterra      |
| GB-CMN | Carmarthenshire                     | autorità unitaria                                 | Galles           |
| GB-CON | Cornovaglia                         | autorità unitaria                                 | Inghilterra      |
| GB-COV | Coventry                            | borgo metropolitano                               | Inghilterra      |
| GB-CRF | Cardiff                             | autorità unitaria                                 | Galles           |
| GB-CRY | Croydon                             | borgo di Londra                                   | Inghilterra      |
| GB-CWY | Conwy                               | autorità unitaria                                 | Galles           |
| GB-DAL | Darlington                          | autorità unitaria                                 | Inghilterra      |
| GB-DBY | Derbyshire                          | contea non metropolitana a due livelli di governo | Inghilterra      |
| GB-DEN | Denbighshire                        | autorità unitaria                                 | Galles           |
| GB-DER | Derby                               | autorità unitaria                                 | Inghilterra      |
| GB-DEV | Devon                               | contea non metropolitana a due livelli di governo | Inghilterra      |
| GB-DGY | Dumfries e Galloway                 | area di consiglio                                 | Scozia           |
| GB-DNC | Doncaster                           | borgo metropolitano                               | Inghilterra      |
| GB-DND | Dundee                              | area di consiglio                                 | Scozia           |
| GB-DOR | Dorset                              | contea non metropolitana a due livelli di governo | Inghilterra      |
| GB-DRS | Derry e Strabane                    | distretto                                         | Irlanda del Nord |
| GB-DUD | Dudley                              | borgo metropolitano                               | Inghilterra      |
| GB-DUR | Durham                              | autorità unitaria                                 | Inghilterra      |
| GB-EAL | Ealing                              | borgo di Londra                                   | Inghilterra      |
| GB-EAY | Ayrshire Orientale                  | area di consiglio                                 | Scozia           |
| GB-EDH | Edimburgo                           | area di consiglio                                 | Scozia           |
| GB-EDU | Dunbartonshire Orientale            | area di consiglio                                 | Scozia           |
| GB-ELN | East Lothian                        | area di consiglio                                 | Scozia           |
| GB-ELS | Ebridi Esterne                      | area di consiglio                                 | Scozia           |
| GB-ENF | Enfield                             | borgo di Londra                                   | Inghilterra      |
| GB-ERW | Renfrewshire Orientale              | area di consiglio                                 | Scozia           |
| GB-ERY | East Riding of Yorkshire            | autorità unitaria                                 | Inghilterra      |
| GB-ESS | Essex                               | contea non metropolitana a due livelli di governo | Inghilterra      |
| GB-ESX | East Sussex                         | contea non metropolitana a due livelli di governo | Inghilterra      |
| GB-FAL | Falkirk                             | area di consiglio                                 | Scozia           |
| GB-FIF | Fife                                | area di consiglio                                 | Scozia           |
| GB-FLN | Flintshire                          | autorità unitaria                                 | Galles           |
| GB-FMO | Fermanagh                           | distretto                                         | Irlanda del Nord |
| GB-GAT | Gateshead                           | borgo metropolitano                               | Inghilterra      |
| GB-GLG | Glasgow                             | area di consiglio                                 | Scozia           |
| GB-GLS | Gloucestershire                     | contea non metropolitana a due livelli di governo | Inghilterra      |
| GB-GRE | Greenwich                           | borgo di Londra                                   | Inghilterra      |
| GB-GWN | Gwynedd                             | autorità unitaria                                 | Galles           |
| GB-HAL | Halton                              | autorità unitaria                                 | Inghilterra      |
| GB-HAM | Hampshire                           | contea non metropolitana a due livelli di governo | Inghilterra      |
| GB-HAV | Havering                            | borgo di Londra                                   | Inghilterra      |
| GB-HCK | Hackney                             | borgo di Londra                                   | Inghilterra      |
| GB-HEF | Herefordshire                       | autorità unitaria                                 | Inghilterra      |
| GB-HIL | Hillingdon                          | borgo di Londra                                   | Inghilterra      |
| GB-HLD | Highland                            | area di consiglio                                 | Scozia           |
| GB-HMF | Hammersmith e Fulham                | borgo di Londra                                   | Inghilterra      |
| GB-HNS | Hounslow                            | borgo di Londra                                   | Inghilterra      |
| GB-HPL | Hartlepool                          | autorità unitaria                                 | Inghilterra      |
| GB-HRT | Hertfordshire                       | contea non metropolitana a due livelli di governo | Inghilterra      |
| GB-HRW | Harrow                              | borgo di Londra                                   | Inghilterra      |
| GB-HRY | Haringey                            | borgo di Londra                                   | Inghilterra      |
| GB-IOS | Isole Scilly                        | autorità unitaria                                 | Inghilterra      |
| GB-IOW | Isola di Wight                      | autorità unitaria                                 | Inghilterra      |
| GB-ISL | Islington                           | borgo di Londra                                   | Inghilterra      |
| GB-IVC | Inverclyde                          | area di consiglio                                 | Scozia           |
| GB-KEC | Kensington e Chelsea                | borgo di Londra                                   | Inghilterra      |
| GB-KEN | Kent                                | contea non metropolitana a due livelli di governo | Inghilterra      |
| GB-KHL | Kingston upon Hull                  | autorità unitaria                                 | Inghilterra      |
| GB-KIR | Kirklees                            | borgo metropolitano                               | Inghilterra      |
| GB-KTT | Kingston upon Thames                | borgo di Londra                                   | Inghilterra      |
| GB-KWL | Knowsley                            | borgo metropolitano                               | Inghilterra      |
| GB-LAN | Lancashire                          | contea non metropolitana a due livelli di governo | Inghilterra      |
| GB-LBC | Lisburn e Castlereagh               | distretto                                         | Irlanda del Nord |
| GB-LBH | Lambeth                             | borgo di Londra                                   | Inghilterra      |
| GB-LCE | Leicester                           | autorità unitaria                                 | Inghilterra      |
| GB-LDS | Leeds                               | borgo metropolitano                               | Inghilterra      |
| GB-LEC | Leicestershire                      | contea non metropolitana a due livelli di governo | Inghilterra      |
| GB-LEW | Lewisham                            | borgo di Londra                                   | Inghilterra      |
| GB-LIN | Lincolnshire                        | contea non metropolitana a due livelli di governo | Inghilterra      |
| GB-LIV | Liverpool                           | borgo metropolitano                               | Inghilterra      |
| GB-LND | Londra                              | city corporation                                  | Inghilterra      |
| GB-LUT | Luton                               | autorità unitaria                                 | Inghilterra      |
| GB-MAN | Manchester                          | borgo metropolitano                               | Inghilterra      |
| GB-MDB | Middlesbrough                       | autorità unitaria                                 | Inghilterra      |
| GB-MDW | Medway                              | autorità unitaria                                 | Inghilterra      |
| GB-MEA | Mid e East Antrim                   | distretto                                         | Irlanda del Nord |
| GB-MIK | Milton Keynes                       | autorità unitaria                                 | Inghilterra      |
| GB-MLN | Midlothian                          | area di consiglio                                 | Scozia           |
| GB-MON | Monmouthshire                       | autorità unitaria                                 | Galles           |
| GB-MRT | Merton                              | borgo di Londra                                   | Inghilterra      |
| GB-MRY | Moray                               | area di consiglio                                 | Scozia           |
| GB-MTY | Merthyr Tydfil                      | autorità unitaria                                 | Galles           |
| GB-MUL | Mid-Ulster                          | distretto                                         | Irlanda del Nord |
| GB-NAY | Ayrshire Settentrionale             | area di consiglio                                 | Scozia           |
| GB-NBL | Northumberland                      | autorità unitaria                                 | Inghilterra      |
| GB-NEL | North East Lincolnshire             | autorità unitaria                                 | Inghilterra      |
| GB-NET | Newcastle upon Tyne                 | borgo metropolitano                               | Inghilterra      |
| GB-NFK | Norfolk                             | contea non metropolitana a due livelli di governo | Inghilterra      |
| GB-NGM | Nottingham                          | autorità unitaria                                 | Inghilterra      |
| GB-NLK | Lanarkshire Settentrionale          | area di consiglio                                 | Scozia           |
| GB-NLN | North Lincolnshire                  | autorità unitaria                                 | Inghilterra      |
| GB-NMD | Newry, Mourne e Down                | distretto                                         | Irlanda del Nord |
| GB-NNH | North Northamptonshire              | autorità unitaria                                 | Inghilterra      |
| GB-NSM | North Somerset                      | autorità unitaria                                 | Inghilterra      |
| GB-NTL | Neath Port Talbot                   | autorità unitaria                                 | Galles           |
| GB-NTT | Nottinghamshire                     | contea non metropolitana a due livelli di governo | Inghilterra      |
| GB-NTY | North Tyneside                      | borgo metropolitano                               | Inghilterra      |
| GB-NWM | Newham                              | borgo di Londra                                   | Inghilterra      |
| GB-NWP | Newport                             | autorità unitaria                                 | Galles           |
| GB-NYK | North Yorkshire                     | contea non metropolitana a due livelli di governo | Inghilterra      |
| GB-OLD | Oldham                              | borgo metropolitano                               | Inghilterra      |
| GB-ORK | Isole Orcadi                        | area di consiglio                                 | Scozia           |
| GB-OXF | Oxfordshire                         | contea non metropolitana a due livelli di governo | Inghilterra      |
| GB-PEM | Pembrokeshire                       | autorità unitaria                                 | Galles           |
| GB-PKN | Perth e Kinross                     | area di consiglio                                 | Scozia           |
| GB-PLY | Plymouth                            | autorità unitaria                                 | Inghilterra      |
| GB-POR | Portsmouth                          | autorità unitaria                                 | Inghilterra      |
| GB-POW | Powys                               | autorità unitaria                                 | Galles           |
| GB-PTE | Peterborough                        | autorità unitaria                                 | Inghilterra      |
| GB-RCC | Redcar and Cleveland                | autorità unitaria                                 | Inghilterra      |
| GB-RCH | Rochdale                            | borgo metropolitano                               | Inghilterra      |
| GB-RCT | Rhondda Cynon Taf                   | autorità unitaria                                 | Galles           |
| GB-RDB | Redbridge                           | borgo di Londra                                   | Inghilterra      |
| GB-RDG | Reading                             | autorità unitaria                                 | Inghilterra      |
| GB-RFW | Renfrewshire                        | area di consiglio                                 | Scozia           |
| GB-RIC | Richmond upon Thames                | borgo di Londra                                   | Inghilterra      |
| GB-ROT | Rotherham                           | borgo metropolitano                               | Inghilterra      |
| GB-RUT | Rutland                             | autorità unitaria                                 | Inghilterra      |
| GB-SAW | Sandwell                            | borgo metropolitano                               | Inghilterra      |
| GB-SAY | Ayrshire Meridionale                | area di consiglio                                 | Scozia           |
| GB-SCB | Scottish Borders                    | area di consiglio                                 | Scozia           |
| GB-SFK | Suffolk                             | contea non metropolitana a due livelli di governo | Inghilterra      |
| GB-SFT | Sefton                              | borgo metropolitano                               | Inghilterra      |
| GB-SGC | South Gloucestershire               | autorità unitaria                                 | Inghilterra      |
| GB-SHF | Sheffield                           | borgo metropolitano                               | Inghilterra      |
| GB-SHN | St Helens                           | borgo metropolitano                               | Inghilterra      |
| GB-SHR | Shropshire                          | autorità unitaria                                 | Inghilterra      |
| GB-SKP | Stockport                           | borgo metropolitano                               | Inghilterra      |
| GB-SLF | Salford                             | borgo metropolitano                               | Inghilterra      |
| GB-SLG | Slough                              | autorità unitaria                                 | Inghilterra      |
| GB-SLK | Lanarkshire Meridionale             | area di consiglio                                 | Scozia           |
| GB-SND | Sunderland                          | borgo metropolitano                               | Inghilterra      |
| GB-SOL | Solihull                            | borgo metropolitano                               | Inghilterra      |
| GB-SOM | Somerset                            | contea non metropolitana a due livelli di governo | Inghilterra      |
| GB-SOS | Southend-on-Sea                     | autorità unitaria                                 | Inghilterra      |
| GB-SRY | Surrey                              | contea non metropolitana a due livelli di governo | Inghilterra      |
| GB-STE | Stoke-on-Trent                      | autorità unitaria                                 | Inghilterra      |
| GB-STG | Stirling                            | area di consiglio                                 | Scozia           |
| GB-STH | Southampton                         | autorità unitaria                                 | Inghilterra      |
| GB-STN | Sutton                              | borgo di Londra                                   | Inghilterra      |
| GB-STS | Staffordshire                       | contea non metropolitana a due livelli di governo | Inghilterra      |
| GB-STT | Stockton-on-Tees                    | autorità unitaria                                 | Inghilterra      |
| GB-STY | South Tyneside                      | borgo metropolitano                               | Inghilterra      |
| GB-SWA | Swansea                             | autorità unitaria                                 | Galles           |
| GB-SWD | Swindon                             | autorità unitaria                                 | Inghilterra      |
| GB-SWK | Southwark                           | borgo di Londra                                   | Inghilterra      |
| GB-TAM | Tameside                            | borgo metropolitano                               | Inghilterra      |
| GB-TFW | Telford and Wrekin                  | autorità unitaria                                 | Inghilterra      |
| GB-THR | Thurrock                            | autorità unitaria                                 | Inghilterra      |
| GB-TOB | Torbay                              | autorità unitaria                                 | Inghilterra      |
| GB-TOF | Torfaen                             | autorità unitaria                                 | Galles           |
| GB-TRF | Trafford                            | borgo metropolitano                               | Inghilterra      |
| GB-TWH | Tower Hamlets                       | borgo di Londra                                   | Inghilterra      |
| GB-VGL | Vale of Glamorgan                   | autorità unitaria                                 | Galles           |
| GB-WAR | Warwickshire                        | contea non metropolitana a due livelli di governo | Inghilterra      |
| GB-WBK | West Berkshire                      | autorità unitaria                                 | Inghilterra      |
| GB-WDU | Dunbartonshire Occidentale          | area di consiglio                                 | Scozia           |
| GB-WFT | Waltham Forest                      | borgo di Londra                                   | Inghilterra      |
| GB-WGN | Wigan                               | borgo metropolitano                               | Inghilterra      |
| GB-WIL | Wiltshire                           | autorità unitaria                                 | Inghilterra      |
| GB-WKF | Wakefield                           | borgo metropolitano                               | Inghilterra      |
| GB-WLL | Walsall                             | borgo metropolitano                               | Inghilterra      |
| GB-WLN | Lothian Occidentale                 | area di consiglio                                 | Scozia           |
| GB-WLV | Wolverhampton                       | borgo metropolitano                               | Inghilterra      |
| GB-WND | Wandsworth                          | borgo di Londra                                   | Inghilterra      |
| GB-WNM | Windsor e Maidenhead                | autorità unitaria                                 | Inghilterra      |
| GB-WOK | Wokingham                           | autorità unitaria                                 | Inghilterra      |
| GB-WOR | Worcestershire                      | contea non metropolitana a due livelli di governo | Inghilterra      |
| GB-WRL | Wirral                              | borgo metropolitano                               | Inghilterra      |
| GB-WRT | Warrington                          | autorità unitaria                                 | Inghilterra      |
| GB-WRX | Wrexham                             | autorità unitaria                                 | Galles           |
| GB-WSM | Westminster                         | borgo di Londra                                   | Inghilterra      |
| GB-WSX | West Sussex                         | contea non metropolitana a due livelli di governo | Inghilterra      |
| GB-YOR | York                                | autorità unitaria                                 | Inghilterra      |
| GB-ZET | Isole Shetland                      | area di consiglio                                 | Scozia           |

## Codici solo BS
Nessuno di questi codici fa parte di ISO 3166-2.
- GB-UKM Regno Unito
  - GB-GBN Gran Bretagna
    - GB-EAW Inghilterra e Galles
      - GB-ENG Inghilterra
      - GB-WLS Galles

    - GB-SCT Scozia

  - GB-NIR Irlanda del Nord
- GB-IOM Isola di Man
- GB-CHA Isole del Canale

BS ha anche codici in lingua gallese per i nomi in quella lingua, quando differiscono da quelli inglesi.